# 英仙座V440
英仙座V440，又名BD+54 535，HD 14662、SAO 23283、HR 690，是英仙座的一颗恒星，视星等为6.28，位于銀經135.87，銀緯-5.17，其B1900.0坐标为赤經2h 16m 54s，赤緯+54° -5.17′ 34″。